# Wo uns’re Fahne weht
Wo uns’re Fahne weht (Où flotte notre bannière) est une marche attribuée à Johann Strauss II (op. 473). L'œuvre est créée le 5 mai 1897 au Prater de Vienne.

## Histoire
La marche esttbasée sur des motifs de l'opérette Die Göttin der Vernunft, créée en 1897. L'œuvre rejoint ainsi une série de compositions (opus numéros 471, 472, 474, 475 et 476) qui reprennent tous les thèmes de cette opérette. Dans ce cas, des parties de l'acte II de la partition (le chœur des hussards, Der Schöpfung Meisterstück ist der Husar sowie et une partie de la pièce numéro 10 intitulée Wo unsere Fahne weht) sont de la sorte utilisées. Le titre de la marche en est également tiré.
L'œuvre est adoptée par les fanfares militaires immédiatement après sa publication. La première est aussi réalisée le 5 mai 1897 par l'orchestre du deuxième régiment de maison viennois dans le cadre d'un concert de Richard Wagner. On ne sait pas si Johann Strauss a alors déjà déjà fait interpréter cette marche par son orchestre ou même s'il a assisté à une représentation. Il est alors étranger à tout ce qui concerne l'opérette Die Göttin der Vernunft, qu'il a uniquement commencé à achever pour éviter une rupture de contrat. À cette époque, la marche n’est publiée que sous forme d’édition pour piano. La question de savoir si elle est réellement composée par Johann Strauss ou si elle est l'œuvre d'un autre arrangeur, comme pour d'autres pièces de l'opérette Die Göttin der Vernunft, reste ouverte.

## Durée
Sa durée d'exécution est d'environ 2 minutes et 30 secondes. Elle peut varier légèrement selon l'interprétation musicale du chef d'orchestre.

## Interprétation notable
En 1998, la pièce est jouée lors du célèbre concert du nouvel an à Vienne, sous la direction de Zubin Mehta.